# Византийский временник
Византи́йский временни́к (греч. ΒΥΖΑΝΤΙΝΑ ΧΡΟΝΙΚΑ, Византійскій временникъ; общепринятое сокращение — ВВ) — ведущее российское византиноведческое периодическое издание (Петербург, 1894; Петроград, 1918—1924; Ленинград, 1924—1927; Москва, с 1947 года). 

## История
Ежегодник появился на волне возросшего в конце XIX века интереса к истории Византии. После Октябрьской революции журнал издавался под редакцией акад. Ф. И. Успенского до 1928 года, когда был закрыт в связи с «неактуальностью» византийской проблематики для советской исторической науки. Возрождение ежегодника произошло только в годы Великой Отечественной войны, в связи с изменившейся позицией властей по отношению к РПЦ. Издание сборника «Византийский временник» было возобновлено Академией наук СССР в 1947 году усилиями акад. Е. А. Косминского, который стал его официальным главным редактором, а затем фактически передал руководство исполнявшей должности ответственного секретаря, затем заместителя главного редактора З. В. Удальцовой.

## Ответственные редакторы
Старых выпусков
- 1894—1899 гг. (тт. 1—6) — совместно акад. В. Г. Васильевский и член-корр. АН В. Э. Регель
- 1900—1914 гг. (тт. 7—21) — член-корр. АН В. Э. Регель
- 1915—1928 гг. (тт. 22—25) — акад. Ф. И. Успенский

Новых выпусков
- 1947—1956, 1957—1960 гг. (тт. 1—10, 12—17) — акад. Е. А. Косминский
- 1956, 1967—1988 гг. (тт. 11, 27—49) — член-корр. АН СССР З. В. Удальцова
- 1961—1965 гг. (тт. 18—26) — акад. М. Н. Тихомиров
- 1989—2009 гг. (тт. 49—68) — акад. Г. Г. Литаврин
- с 2010 года (с т. 69) — акад. С. П. Карпов

## Редакционная коллегия
В состав редколлегии входят: член-корр. РАН Л. А. Беляев, д.и.н. М. В. Бибиков (зам. отв. редактора), д.иск. В. Н. Залесская, к.иск. А. В. Захарова, к.и.н. А. М. Крюков (отв. секретарь), д.и.н. Т. В. Кущ, д.фил.н. К. А. Максимович, член-корр. РАН В. В. Седов, член-корр. РАН Б. Н. Флоря, д.и.н. Р. М. Шукуров.
Членом редколлегии состоял М. Я. Сюзюмов.